# La Huerta, Sinaloa kommun
La Huerta är en ort i Mexiko.   Den ligger i kommunen Sinaloa och delstaten Sinaloa, i den västra delen av landet, 1 200 km nordväst om huvudstaden Mexico City. La Huerta ligger 247 meter över havet och antalet invånare är 147.
Terrängen runt La Huerta är kuperad. Runt La Huerta är det glesbefolkat, med 19 invånare per kvadratkilometer. Närmaste större samhälle är Bacubirito, 18,9 km söder om La Huerta. I omgivningarna runt La Huerta växer i huvudsak lövfällande lövskog.